# メッサーシュミットMe210/410
メッサーシュミット Me 210/410
Me 210 A-1
- 用途：重戦闘機
- 分類：戦闘機
- 製造者：メッサーシュミット社
- 運用者:* ドイツ国（ドイツ空軍）

-  ハンガリー（ハンガリー空軍）
-  日本（大日本帝国陸軍、研究目的）

- 初飛行：1939年9月
- 生産数：1,160機[要出典]
- 運用開始：1943年
- 退役：1945年

メッサーシュミット Me 210は、第二次世界大戦前にドイツで開発された双発プロペラの重戦闘機である。その大幅改良型がMe 410である。

## 概要
Me 210はBf 110の後継機として開発された駆逐戦闘機で、Bf 110と同じく双発2人乗りである。しかしMe 210は失敗作であった。本機の大幅改修型にMe 410とMe 310がある。Me 310は試作段階で開発が中止され、Me 410が実戦配備された。
Me 410は当初はBf 110を上回る性能を発揮し連合国爆撃機の迎撃に活躍した。後期になると敵爆撃機を護衛する単発戦闘機の高性能化によって活躍の場を失い、その後は本来の戦闘機としての任務よりも航続距離の長さを生かした偵察機や、戦闘爆撃機として英本土に対するゲリラ的な夜間爆撃などの任務に活躍した。

## 開発
ドイツ航空省（RLM）は1937年、Bf 110の前生産型A-0型が完成したばかりにも拘らず、Bf 110よりも長い航続距離を持つ戦闘機で更に高性能な機体を求めた開発計画を発足した。それは、戦闘機としての能力に加えて偵察・急降下爆撃にも使用でき、遠隔操作できる後方機銃2丁を装備するものであった。その要求に対するメッサーシュミット社の回答がMe 210であった。
Me 210は1938年に設計が開始され、機首下面に最大1,000 kgまでの爆弾や偵察機器など各種装備を収容できるよう兵装ベイを設けるなど、多用途性のための斬新な設計がなされていた。武装は、機首にMG 151/20 20mm機関砲2門とMG 17 7.92mm機関銃2丁、胴体の両側面に遠隔操作式のMG 131 13mm機関銃を装備した。
ウィリー・メッサーシュミット博士とナチス党との政治的関係とBf 110の成功もあり、原型機が完成する前にドイツ空軍から1,000機の発注がなされて、試作機はドイツ軍がポーランドへ侵攻した直後の1939年9月に初飛行した。
だが、Me 210の機体設計に根本的な欠陥があることが原型機によるテスト中に判明する。テーパーの強い高翼面荷重の主翼と軽量化のため短くされた胴体のMe 210は、操縦性が非常に悪く、安定性も不良で、しかも飛行中にスピン状態に陥りやすいという致命的欠陥を持っていた。
- 通常、飛行機の主翼は上面が下面より膨らんでおり、上面を流れる気流は下面を流れる気流より速度が上がることで負圧となり揚力が発生する。
- 機首上げなどで翼の迎角が大きくなると、主翼上面の気流が剥離し揚力を失って、失速に至る。通常翼端部で始まり主翼全体に広がる。失速が片翼で発生すると機体はスピンしコントロール不能に陥いる。通常はこれを避けるために翼端ほど仰角を小さくする捩り下げが採用されている。

バトル・オブ・ブリテンでBf 110の性能不足が明らかになると軍は後継機を強く欲した。そのため、Me 210に根本的な欠陥があることが判っていたにもかかわらず量産が強行され、1941年末から量産型が東部戦線に送られた。生産中にもメッサーシュミット社ではMe 210の改良を続けたが、小手先の手直しでは問題点は改善せず前線部隊ではトラブルが続出したため、生産総数約350機で1942年4月に発注残は全てキャンセルされて生産中止となり、代わってBf 110の生産ラインが再開された。事の重大さからメッサーシュミット博士は軍事裁判にかけられたが、それまでの功績とナチス上層部の取り計らいにより、有罪にはならなかった。
急遽、Me 210の機体をベースに新たな戦闘機Me 310とMe 410を開発することになり、この内、胴体と主翼を再設計し、より馬力が向上したエンジンを搭載したMe 410が改良型として生産されることになった。Me 410ではMe 210で問題であった操縦性とスピン傾向が改善され、最大速度や上昇性能も大幅に改善した。

## 運用
元々は重戦闘機として開発されたMe 410だが、空軍では当初、高速爆撃機として1943年5月から本機を部隊配備し、Me 210の設計から受け継いだ機首下面の兵装ベイに爆弾を積む他に主翼にも爆弾を懸架して活動した。また、兵装ベイに偵察用カメラを設置した高速偵察機型、大口径のBK 5 50mm機関砲を装備した対爆撃機型、レーダーを装備した夜間戦闘機型、雷撃機型なども使用され、満足な作戦などこなしきれないため、ほとんど実戦配備されていなかったMe 210から改造された分も含めて、Me 410は各型合計で1,160機が生産された。
1943年1月、同盟国の日本に対して研究用に1機のMe 210 A-1が輸出された。同機は川崎航空機明石工場で組み立てられ、日本陸軍による審査が行われたが、実用性がさほど評価されずライセンス生産には至らなかった。試験中に脚支柱とエンジン架を破損し、その後は川崎の研究機材として用いられた。

## スペック
(Me 210 A-1)
- 全長：12.12m
- 全幅：16.34m
- 全高：4.28m
- 翼面積：36.2m2
- 全備重量：9,750kg
- エンジン：ダイムラー・ベンツ DB601F 1,350hp×2
- 最大速度：563km/h
- 実用上限高度：8,900m
- 航続距離：2,400km
- 武装
  - MG 151/20 20mm機関砲×2
  - MG 131 13mm機関銃×2
  - MG 17 7.92mm機関銃×2
  - 爆弾 最大2,000kg
- 乗員：2名

(Me 410 A-1)
- 全長：12.75m
- 全幅：16.38m
- 全高：4.28m
- 翼面積：36.2m2
- 全備重量：10,650kg
- エンジン：ダイムラー・ベンツ DB 603A 1,750 hp×2
- 最大速度：620km/h
- 実用上限高度：8,900m
- 航続距離：2,330km
- 武装
  - MG 151/20 20mm機関砲×6
  - MG 131 13mm機関銃×4
  - 爆弾 最大2,000kg
- 乗員：2名